# José Francisco Bermúdez
José Francisco Bermúdez de Castro y Figuera de Cáceres (San José de Areocuar, 23 de enero de 1782 - Cumaná, 15 de diciembre de 1831) fue un militar venezolano y prócer de la independencia de Venezuela. Fue General en Jefe del Ejército de Venezuela en la Guerra de Independencia.
Cuando Santiago Mariño se decide a marchar hacia el centro en 1814, Bermúdez, ya Coronel, contribuye al éxito y se cubre de gloria en la Batalla de Bocachica, en la Batalla de Arao, en la primera Batalla de Carabobo y se bate en las desastrosas batallas La Puerta y Aragua de Barcelona. Bermúdez logra escapar a Maturín donde reorganiza el ejército obteniendo un triunfo completo el 12 de septiembre. La aproximación de José Tomás Boves y subsiguiente toma de Cumaná, hace concebir a Bermúdez y a José Félix Ribas (quien era el superior jerárquico) la idea de combatirlo. Bermúdez marcha sobre Boves en Los Magueyes pero se ve obligado a retirarse. El 5 de diciembre se sucede la derrota de Urica.
En 1815, luego de tocar en algunas Antillas llega a la sitiada Cartagena de Indias, en donde recibe el mando. Basta leer las memorias de algunos de los oficiales españoles para conocer las penalidades y sacrificios de los sitiados. El general Pablo Morillo, quien ha fracasado en sus intentos de asalto, somete la ciudad a un cerco de hambre. Convencidos los patriotas de la inutilidad de sus esfuerzos deciden abandonar la defensa y Bermúdez sale de Cartagena.
Durante el Sitio de Barcelona (1817), cuando Simón Bolívar reclama el auxilio de Santiago Mariño , este marcha en su socorro llevando a Bermúdez como Jefe Divisionario. Bermúdez sigue en todas las operaciones de Oriente, combate en Angostura y en octubre de 1817 es ascendido a general de División y nombrado comandante general de la Provincia de Cumaná, estando esta en manos de los realistas.
La Diversión de Bermúdez —por la que es conocido— comienza cuando recibe instrucciones para actuar sobre Caracas en preparación de la Batalla de Carabobo (1821). Vence a los realistas en el sitio de El Rodeo y entra en Caracas el 14 de mayo o sea un día antes del límite fijado. Bolívar llega a Caracas el 28 de junio tras su victoria decisiva en Carabobo.

## Biografía
José Francisco Bermúdez de Castro y Figuera de Cáceres, nace en San José de Areocuar (algunas fuentes indican que nació en Cariaco en 1780), Provincia de Cumaná, el 23 de enero de 1782. Fueron sus padres don Francisco Antonio Bermúdez de Castro y Casanova y doña Josefa Antonia Figuera de Cáceres y Sotillo Verde, ambos oriundos de Cumaná. La acomodada familia Bermúdez de Castro era gran propietaria agrícola.
Su educación estuvo de acuerdo con las buenas posibilidades familiares y con lo requerido en el momento para quienes se dedicarían al cultivo de sus haciendas.

## Trayectoria político-militar

### Guerras de Independencia

#### Inicios
Durante la revolución del 19 de abril de 1810, Bermúdez participa activamente en todos los actos con los cuales se derriba la autoridad española para constituir un gobierno patriota.
Tambaleante la república, amenazadores los realistas, parece crecer el brío ciudadano de cuando la afortunadamente fracasada conspiración de los catalanes (quienes pretendían apoderarse del Castillo San Antonio de la Eminencia de Cumaná) en 6 de marzo de 1811, se presenta voluntario para tomar las armas. Amenazada la Provincia por los sucesos de Barcelona y empeñado el Gobierno en destruir a los facciosos, Bermúdez recibe el despacho de Subteniente y hace la expedición en calidad de Ayudante de Vicente de Sucre, quien era el Comandante.
Ocupado Píritu, las noticias de Caracas, con la terrible novedad de la capitulación, obligaron al retiro de los expedicionarios. Bermúdez, ya en Cumaná, reintegra el despacho de Oficial y se retira a sus posesiones, de donde lo obligarían a huir las tropelías y persecución de los realistas. Fúgase a bordo del Bergantín "Botón de Rosa" en compañía de otros patriotas, llega a las costas de Güiria y de allí pasa a Trinidad.

#### Guerra a muerte

##### Expedición de Chacachacare
Toma parte en la expedición de Chacachacare (enero de 1813). Desembarcados los compañeros de Santiago Mariño, las fuerzas del Jefe español Juan Gabasso lo abandonan y se incorporan al movimiento libertador. Mariño con mayores recursos, envía a Bermúdez sobre Irapa y este, quien partió con solo 75 hombres en su primera acción propia, bate al español Francisco Cerveriz el 15 de enero de 1813. Luego concurre a las operaciones sobre Cumaná y a su ocupación.
En tanto, su hermano Bernardo fue capturado por los españoles, quienes lo condenan al fusilamiento, cae herido por la descarga y cuando lo iban a rematar, las súplicas de algunos llegan a obtener misericordia para el herido. Pero el mismo Cerveriz ordenará matarlo. Esta noticia exaspera a Bermúdez quien «juró exterminar a cuantos enemigos cayesen en sus manos»"; obra a la cual hasta contribuyó personalmente.

##### Enfrentamientos con la División Infernal de Boves en 1814

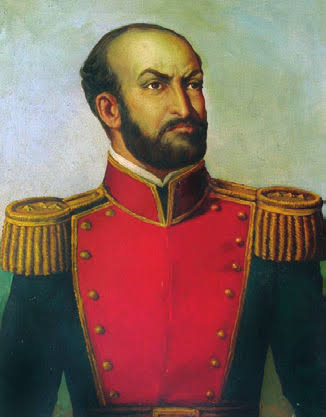

En 1814 cuando Santiago Mariño se decide a marchar hacia el centro, Bermúdez, ya Coronel, contribuye con su empuje al éxito y se cubre de gloria en la Batalla de Bocachica, en la Batalla de Arao, en la primera Batalla de Carabobo y se bate en las desastrosas acciones de la Segunda Batalla de La Puerta y la Batalla de Arao.
Batalla de Bocachica
El 25 de marzo, Boves, entendiendo el riesgo que representaba Mariño, abandonó el asedio de San Mateo y salió a enfrentarlo. Había permanecido dos días en unas alturas cercanas a San Mateo antes de salir a buscar a su enemigo. El general oriental decide avanzaba hacia San Juan de los Morros, pero al enterarse de la proximidad de Boves opta por tomar posiciones defensivas en Bocachica. Se sabe que tuvo que escoger entre La Puerta y Bocachica para dar batalla, pero después de escuchar el testimonio del comandante Manuel Manrique sobre la derrota del coronel Vicente Campo Elías en el primer sitio, decidió por el segundo. Por el contrario, Boves había marchado esperando luchar en La Puerta, terreno que conocía y donde sabía cómo hacer maniobras. El centro del dispositivo oriental quedó a cargó del coronel Palacios, el ala derecha del coronel Bermúdez y la izquierda bajo las órdenes de Mariño en persona.
El 31 de marzo, Mariño envió a Montilla con una pequeña fuerza de dos destacamentos de cazadores y un escuadrón de caballería en formación de línea a reconocer el terreno en busca del enemigo por el camino a Villa de Cura. Entre las 9:00 y 10:00 horas hizo contacto con Boves, quien avanzaba en columna hacia los republicanos. Siguiendo sus órdenes, Montilla empezó a replegarse mientras abría fuego, consiguieron hacerlo en orden hasta una posición ventajosa donde se hicieron fuertes a eso de las 11:00. Los realistas intentaron cercarlos atacando sus alas, pero entonces llegó el batallón Barlovento al mando del mayor José Antonio Anzoátegui, gracias al cual consiguieron rechazar tres ataques monárquicos, causando graves pérdidas al enemigo. En esos momentos el coronel Bermúdez desalojo a la izquierda de Boves de la posición donde estaba usando una columna y una pieza de artillería, haciéndola huir en desorden y el coronel Palacios llegó con el batallón Valencia a reforzar a Montilla y Anzoátegui. Boves debió retirarse para organizar un nuevo asalto.
Viendo que era imposible romper el centro y la derecha de la línea patriota, Boves decidió atacar su ala izquierda pero Mariño había previsto su movimiento, el único camino posible debido a lo escarpado del terreno estaba cubierto con 200 infantes y un cañón a cargo de Tanago rechazo a la caballería llanera y le obligó a huir en desorden. Entonces Mariño ordenó al mayor general Valdés cargar con la izquierda y la reserva sobre el centro realista en columna cerrada; por la falta de municiones los llaneros resistieron con sus bayonetas hasta que decidieron retirarse. Las últimas horas de combate apenas hubo fuego de fusilería de los monárquicos, pero siguieron luchando animados por su caudillo. Para ese entonces, a los republicanos sólo le quedaban tres a cuatro tiros en las cartucheras a cada soldado.
Batalla de Arao
A las 10:00 del día 16 la vanguardia republicana se encontró en la sabana del Arao o Arado con el ejército de Ceballos esperándolo con la caballería en los flancos y la infantería del regimiento de Granada en el centro. Sin embargo, Mariño decidió no retirarse y en unos matorrales que separaban las sabanas de Arao y Orupe formó su línea de batalla. El coronel José Francisco Bermúdez estaba en la derecha, donde terminaban unas colinas; el coronel Manuel Valdés estaba en el centro; y en la izquierda estaba el batallón Caracas de los tenientes coroneles Tomás Montilla y Ramón Ayala. Como reserva estaban las compañías de los comandantes Pedro Salías y Martín Peñalver. La mayoría de la caballería acompañaba al general en jefe por donde se moviera.
Primera Batalla de Carabobo
Entre junio y agosto
Tras la victoria de José Tomás Boves en la Segunda Batalla de La Puerta (15 de junio), los patriotas iniciaron la Emigración a Oriente, evacuaron Caracas el 6 de julio. Boves estaba ocupado en el Segundo Asedio de Valencia (Venezuela) y envió a su segundo, Francisco Tomás Morales, a perseguir a los fugitivos. El 29 de julio los refugiados llegan a Barcelona tras sufrir miles de muertos. Morales avanza por el Alto Llano, zona llena de guerrilleros, tenía órdenes de Boves de reclutar a todos los que pudiera.  Entre tanto, el 24 de junio Santiago Mariño estaba en Barcelona, Margarita y Cumaná concentrando una fuerza.
Poco después de su arribo, Bolívar supo que Morales se aproximaba con una poderosa fuerza y empezó a reunir entre los restos de su ejército, los refugiados y los residentes locales 2000 hombres. A estos se sumaron 1000 reclutas de Cumaná traídos por el coronel José Francisco Bermúdez por orden de Santiago Mariño. Mariño ordenó a Manuel Cedeño y José Tadeo Monagas reclutar dos escuadrones en Maturín y volver a Aragua, mientras él siguió al este con rumbo a Cumaná y Margarita. Bermúdez llegó primero a la villa y fortifico el pueblo, hizo construir trincheras, cavar fosos y acumular provisiones. En las estrechas calles de la ciudad la superior caballería llanera quedaría anulada y los reclutas no podrían desertar, pero también quedaría encerrado y sin esperanzas de rescate.
A las 5:00 horas del 17 de agosto Morales cruzó el río con su infantería, bien pertrechada y dirigida por oficiales disciplinados. No pudo llegar por el camino principal pero su caballería flanqueaba las defensas por un paso que Bermúdez había dejado desguarnecido. A las 9:00 los patriotas fueron empujados a las calles de Aragua, resistiendo ferozmente cuanto pudieron. A las 12:00 Bolívar escapó para Cumaná por el camino hacia Barcelona con 400 sobrevivientes, y Bermúdez huye a Maturín a las 15:00 con las columnas de José Tadeo Monagas, Pedro Zaraza y Manuel Cedeño que serán las bases de las fuerzas en el resto de la campaña.

Los restos del ejército republicano, unos 200 hombres, se unieron a la columna de refugiados, se decidió abandonar Barcelona por las pocas municiones y viajaron a Cumaná. Cinco días después Bolívar y Mariño celebraron un consejo de guerra, ellos querían retirarse a Güiria, si eran vencidos nuevamente bien podían escapar a la colonia británica de isla Trinidad, pero los oficiales más exaltados querían unirse a Bermúdez en Maturín y se impusieron. Ambos generales zarparon rumbo a la isla Margarita. Se debe mencionar que antes de iniciar la retirada los patriotas saquearon todas las reliquias de oro y plata de las iglesias caraqueñas para evitar que cayeran en manos realistas.
Entre septiembre y diciembre
Tras la victoria de El Salado (16 de octubre) y el saqueo de Cumaná, José Félix Ribas y José Francisco Bermúdez, que habían reunido en Maturín más de 4000 hombres, marchaban para acabar con Francisco Tomás Morales en Urica decidieron hacer frente a los llaneros de Boves, pero Ribas decidió regresar con la mitad de las tropas a Maturín mientras que Bermúdez, impetuoso, decidió avanzar a Areo y cerca de ahí, en el monte de Los Magüeyes Boves vio su oportunidad de atacarlo.
Batalla de Urica (muerte de Boves)
José Tomás Boves dispuso a su infantería en dos líneas paralelas defendiendo el puente y en sus flancos dos regimientos más uno vigilando los farallones del Amana. Francisco Tomás Morales quedó con la reserva al oeste de la villa. José Félix Ribas puso su infantería al oeste de la sabana. Su artillería tenía a su alcance el puente y el camino real. José de Jesús Barreto tenía la reserva en la sabana, Pedro Zaraza estaba en la loma Paula y José Tadeo Monagas estaba junto al Amana. El plan patriota era cargar con los tres regimientos de caballería y empujar al enemigo hacia el estrecho puente, la clave era acabar rápidamente con la caballería monárquica. Las cargas se distinguían por «ser como una avalancha» de montoneras guiadas por hombres valientes.
Boves ordena a sus fuerzas atacar a Bermúdez, quien logró rechazarlo. Tras este éxito, Ribas manda a las columnas rompelíneas cargar bajo fuego realista. El ala derecha monárquica (Tiznados) retrocedió al primer choque y Boves debió reorganizarlo para hacerlo cargar. Cuatro o cinco centenares de jinetes realistas atacan a la columna de Zaraza encabezados por su caudillo. En el primer choque el pecho de Boves es atravesado por una lanza y sus seguidores rompen la formación y empiezan a huir. Zaraza logra envolverlos y atraviesa la ciénaga y llega a la plaza central de Urica; el regimiento Tiznados es destruido. Entonces Zaraza voltea y ataca desde atrás a los realistas pero el regimiento Cazadores le sale al paso, el coronel patriota carga varias veces contra su enemigo pero no logra romper sus filas y es empujado a la villa. Entre tanto, la infantería republicana atacaba frontalmente el centro monárquico con apoyo de la artillería.
La columna de Monagas se empantana en la ciénaga. Morales detecta el incidente, le ataca por un flanco y le hace huir en desorden. Morales persigue a Monagas hasta un chaparral, chocando con el regimiento de Barreto y le obliga huir. Mientras su caballería huye la infantería patriota retrocede en orden al grito de «¡Estamos cortados!». El batallón Maturín se retira de la sabana perdiendo la mitad de sus efectivos. El Barcelona, que estaba al norte, cerca del río Amana, se encuentra con Morales. Los infantes republicanos cargan y hacen retroceder a los jinetes. Después llega el batallón Tercero del Rey pero también es rechazado. El regimiento Cazadores también se lanza contra el Barcelona y es vencido. Morales pide ayuda a los regimientos Espino y Rastra, logrando cercar completamente al batallón. El Barcelona forma un cuadro defensivo, logrando resistir a las lanzas y bayonetas enemigas, con esto impide a esas unidades realistas perseguir a sus compañeros al otro lado del Amana.

##### Enfrentamientos con Morillo
Bermúdez llega a Güiria a principios de 1815 y luego de varios combates pasa a la isla de Margarita donde Juan Bautista Arismendi y otros Jefes, ante el gran despliegue de las fuerzas expedicionarias del general Pablo Morillo se deciden por la rendición. Solo Bermúdez, el "disidente", está contra esa decisión y con unos cuantos adeptos escapa a bordo de la flechera "Golondrina"; para lo cual hubo de cruzar por el propio medio de la escuadra española.

###### Asedio español de Cartagena de Indias
El Sitio de Cartagena de Indias fue un suceso militar ocurrido entre agosto y diciembre de 1815, durante la independencia de Colombia, dentro del proceso de independencia hispanoamericana. El asedio fue emprendido por una fuerza combinada naval y terrestre de tropas españolas expedicionarias al mando del general Pablo Morillo y su segundo Francisco Tomás Morales. La defensa de la ciudad sitiada durante 105 días fue dirigida por Manuel Castillo y José Francisco Bermúdez, hasta su huida a bordo de un barco corsario. De igual forma que en otros asedios ocurridos en la Guerra de independencia hispanoamericana la población de la ciudad asediada sufrió los efectos epidémicos del hambre y las enfermedades, entre ellos su gobernador Juan de Dios Amador, y se calcula que murió una tercera parte de la ciudad. El asedio de las fuerzas de Pablo Morillo ha sido uno de los tantos bloqueos navales y terrestres que ha tenido la ciudad de Cartagena de Indias en su historia, sin embargo en esta ocasión concluye con el resultado de una victoria de los sitiadores el 6 de diciembre de 1815.

##### Exilio y fricciones con Bolívar
Bermúdez busca el rumbo de la Jamaica británica en las goletas "Constitución" y "Sultana" del corsario Luis Aury. Permanece algunos días en Kingston, de donde es obligado a salir y se dirige a Los Cayos de San Luis (Haití). Asiste entonces a la Asamblea del 7 de febrero de 1816, en la cual el General Simón Bolívar sostuvo la necesidad de invadir Venezuela con el apoyo del presidente haitiano Alexandre Pétion. El Comando Supremo a la pregunta de si consentía en que Bolívar fuese el Jefe de la expedición naval, Bermúdez contestó negativamente. Pero el sentido común de la mayoría, la influencia del almirante Luis Brión y su fidelidad bolivariana, imponen aquella solución. Bermúdez será uno de los cuatro que discutieron el mando de Bolívar y pronto volverá a la desobediencia, atizado esta vez por sus ambiciones de mando; en efecto había aspirado al Comando Supremo.
La actitud negativa de Bermúdez, sus vacilaciones e intrigas, obligaron a Bolívar a prescindir de su colaboración; al efecto expidió orden de no permitir su embarque. Tenaz Bermúdez, fletó una goleta y el 9 de junio de 1816 salió de Los Cayos rumbo a la Isla de Margarita a donde llega el día 29 de ese mismo mes. Arismendi le impide desembarcar, permitiéndole solo carenar y la busca de víveres.
Sabidos los sucesos de la Toma de Carúpano, Bermúdez sigue a Ocumare de la Costa con el Corsario Félix y ofrece sus servicios a Bolívar quien le contestó por oficio, y en términos durísimos le recordó su desobediencia. Las desgracias de Ocumare de la Costa (Retirada de los Seiscientos) empujaron a Bolívar a Bonaire de donde va a Güiria. Bermúdez lo sigue en Güiria, se une a Santiago Mariño para apoyarlo y desconocer de nuevo la autoridad de Bolívar. Obligado el Libertador a partir, cuando se dirigía al embarcadero entre los gritos de una chusma hostil, Bermúdez tira de la espada para herirlo, afortunadamente para Bolívar, la intervención del coronel Manuel Isava y el Lic. Gaspar Marcano, evitó a Venezuela un magnicidio.

##### Sitio de Barcelona
Entre tanto, Santiago Mariño había aceptado ser «Jefe del Estado Mayor de la Expedición». Por ello era mayor general, equivalente a segundo al mando del ejército y en la asamblea fue reconocido como segundo de Bolívar. Irónicamente, cerca del lugar de nacimiento de Mariño y en una provincia oriental, por primera vez Bolívar asumía el mando sobre toda Venezuela. Sin embargo, no había abandonado su ambición de ser igual a Bolívar, lo que consideraba su derecho por su título de «Libertador de Oriente». Además, tanto él como Piar y Bermúdez no cesaban en su tesis de autonomía regional y mando propio, sólo por necesidad habían aceptado la subordinación temporal a Bolívar.

Al saber de la venida de Real, Bolívar había pedido auxilio a Mariño, quien reunió a sus oficiales y les informó de la situación. Mariño afirmó: «No podemos permitir que sea víctima de la ferocidad de sus enemigos, que son los nuestros: preparémonos todos para auxiliarle». Juan Manuel Valdés, José Rafael de Guevara y Agustín Armario dijeron que debían ayudar, pero el general de brigada José Francisco Bermúdez respondió que Bolívar era su enemigo y debía defenderse solo. Mariño le respondió: «No te conozco, ¿con qué abandonaremos a Bolívar en el peligro, y consentiremos que sobre él triunfan los godos? ¿Y perecerán también Arismendi y Freites, y los demás amigos y patriotas que con él están? Eso no puede ser». Entonces Bermúdez, al parecer avergonzado, se ofreció a liderar la vanguardia diciendo: «Mi general, estoy en marcha». El 20 de enero, Mariño partió de Cautaro con su Estado Mayor y el grueso de su división, dejando una guarnición en la provincia a cargo del coronel Antonio José de Sucre. Una parte de la tropa viajó por tierra y otra por mar, estableciendo a Portezuelos como el punto de reunión; Mariño llegó a ese lugar el mismo día que Real a Barcelona.
El 9 de febrero, Bermúdez llegó a la ciudad y un día después Mariño. Según Larrazábal, Bolívar fue a recibirlo al puente diciéndole: «Vengo a abrazar al libertador del Libertador», luego se abrazaron cordialmente y por varios minutos ninguno habló, sólo lloraron hasta que Bermúdez gritó: «¡Viva la América libre!». Ese momento es considerado la reconciliación de ambos después de años de rivalidad.

Finalmente, cuando Mariño marchó a Cariaco y rompió con Bolívar, sólo Urdaneta, Jugo y el batallón Güiria le siguieron. Un día antes Arismendi, Armario, Bermúdez y Valdés regresaron a Chaparro a esperar órdenes del Libertador. Cerca de ese lugar, en la Palmita, se encontraron los 500 soldados que los seguían con el Jefe Supremo, quien los llevó a la desembocadura del río Pao en el Orinoco, que cruzaron el 25 y 26 de abril. Urdaneta siguió el camino de Mariño, aunque marchando en retaguardia en compañía de Jugo, quien había enfermado y era transportado en una hamaca. Pasaron por Santa Ana, Urica y San Francisco, donde le llegó un mensaje del coronel Sucre avisándole que Mariño le pedía asumir el mando de los batallones Güiria y Colombia, este último una unidad de indígenas, para asediar Cumaná.
Para marginar a Mariño, el mando en Cumaná será otorgado a Bermúdez. Finalmente, en 1821 Bolívar volvió a nombrar a Mariño mayor general de su ejército durante la campaña de Carabobo.

##### 1818
En julio de 1818 Bermúdez actúa sobre Güiria en combinación con Luis Brión, y la ocupa. Fracasa en Carúpano y Río Caribe (1818); regresa a Angostura y con el nombramiento de General en Jefe, recibe el Ejército de Santiago Mariño. Marcha sobre Barcelona para reunirse con Rafael Urdaneta; mas este había ya abandonado la ciudad y Bermúdez debe hacerse fuerte en ella para resistir a José Pereira que se le encima. Agotadas las municiones se retira en orden a pesar de la persecución enemiga y aún más, pasa al alcance del cañón realista en Cumaná y sigue por Cumanacoa, Aragua de Maturín hasta Maturín.

### Fin de la guerra de independencia (Diversión de Bermúdez)
El 28 de abril, salió con 1200 soldados de Boca de Uchire hacia Caracas y el 8 de mayo tomaba los fuertes en el este de la Laguna de Tacarigua y desalojaba de El Guapo a 500 soldados realistas del batallón ligero Hostalrich mandados por el comandante español José Isturiz (o Iztúriz). El 11 de mayo, Bermúdez vence a Isturiz y al comandante Bernardo Ferrón en la hacienda Chuspita. Mientras Armario avanzó a Güirintar y el coronel Domingo Montes a Cumanacoa, el general en jefe Juan Bautista Arismendi fingía un desembarco en Curiepe, el general de brigada Pedro Zaraza avanzaba sobre Calabozo, Monagas sobre Orituco y Armario seguía hacia Cumaná.

El 12 de mayo, Bermúdez llega a El Rodeo y asume posiciones. Instala cañones en las dos colinas aledañas al camino hacia oriente. También deja un importante destacamento en el sitio cercano de Araira. Los españoles lo atacan y los patriotas responden con fuego de artillería, seguido de un ataque de los lanceros. Una y otra vez los españoles cargan contra los patriotas y son repelidos. Bermúdez los obliga a concentrarse en una llanura cercana, al suroeste de las colinas. Después de tres horas de combate la victoria es para los patriotas y el camino hacia Caracas está despejado.  Bermúdez deja un destacamento en El Rodeo y marcha hacia Caracas.
Estos eventos forzaron a La Torre a desprenderse de 1000 soldados para reforzar al brigadier Ramón Correa, y que el brigadier Francisco Tomás Morales saliera con su caballería de Calabozo hacia El Pao mientras su infantería iba a los Valles de Aragua, donde se le sumó el batallón 2.° Valencey. Bermúdez se vio obligado a retirarse de La Victoria y El Consejo a Márquez, entre Las Lajas y Las Cocuizas, donde resistió el ataque de Morales el 24 de mayo hasta que la falta de municiones le llevaron a retroceder a Caracas y Guatire. Le perseguía el coronel José Pereira, pues Morales y el batallón Burgos volvieron a Petare y luego a Valencia para enfrentar a Bolívar. El 26 de mayo los realistas recuperan Caracas mientras que Bermúdez se reagrupa en Guatire, pero a fines de mes, Arismendi llegaba con 300 refuerzos, a la vez que el coronel Francisco de Paula Avendaño ocupaba Curiepe con otros 300 y el coronel Felipe Macero entraba en Caucagua con 500 reclutas. Sin embargo, el 8 de junio Macero es vencido por el comandante Ramón Aboy (o Avoy) en El Rincón, cerca de Santa Lucía, pero Bermúdez recupera parte de su columna para distraer a Pereira en El Rodeo, lo que el general patriota aprovecha para atacar al teniente coronel Lucas González y sus 1000 soldados en el Alto de Macuto. En el combate murió González.
Pereira debió retirarse a la capital, cuyo cabildo propuso un alto al fuego que Bermúdez no aceptó y el 23 de junio entró en la ciudad. Sin embargo, ese mismo día ataca las posiciones de Pereira en el cerro El Calvario, siendo vencido y obligado a retirarse a Guarenas, pero justo entonces llegaron las noticias de la victoria total de Bolívar en Carabobo.

De Caracas, Bermúdez es enviado a cerrar el sitio de Cumaná. Con riesgos personales enormes, lleva el sitio desde septiembre de 1821 hasta rendirla el 16 de octubre. El 18 se presentó una escuadra con Laborde a socorrer la plaza ya en poder de Bermúdez. Se entrevistó este con el Jefe español y hasta le ofreció un banquete. Bermúdez durante el sitio había recibido sus despachos de General en Jefe.
En 1822 lleva auxilios al Ejército sitiador de Puerto Cabello y en 1823 abre operaciones en Río Hacha; por la Goajira llega a los Puertos de Altagracia el 13 de agosto. Su presencia obliga a Morales al cumplimiento inmediato de la capitulación después de haber sido derrotado en el Combate naval del lago de Maracaibo.
De regreso colabora con el general José Antonio Páez en la toma de Puerto Cabello.

### Últimas actividades y fallecimiento
En 1826 solicita licencia y se retira a su hacienda de La Soledad en Güiria. En 1828 es llamado al servicio y derrota a los Monagas en Cumanacoa. En 1830 fue de nuevo intendente y comandante general del Departamento. El decreto de 24 de junio lo coloca en situación de retiro, combate la Revolución Integradora y el 15 de diciembre de 1831 muere víctima de un pistoletazo que le disparara el joven Rafael Berrizbeitia. Quien había desafiado con el coraje más firme todos los plomos enemigos de la Patria debía morir a manos de un coterráneo y por causas todavía discutibles.

## Homenajes

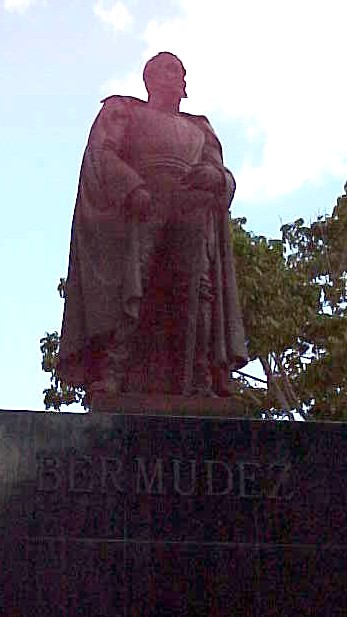
Estatua del General José Francisco Bermúdez en el Paseo Los Procéres en Caracas.

Aeropuerto General José Francisco Bermúdez
El Aeropuerto General José Francisco Bermúdez (IATA: CUP, OACI: SVCP), es un pequeño aeropuerto Venezolano ubicado en la ciudad de Carúpano,Estado Sucre . Cuenta con más de 70 años de historia aeronáutica. Se dice que inicialmente fue un terreno desprovisto de pista pavimentada en el que las aeronaves tenían facilidades para aterrizar debido a que, con relación a la topografía de la zona, ese era un terreno "plano". Luego, con el interés de aerolíneas como Avensa se delineó una pequeña pista de aterrizaje que contó inicialmente con 1300 metros y se dejó limpio otro pequeño espacio de 700 metros que podía ser utilizado si era necesario.
Más tarde fue deshabilitado ese espacio de 700 m, y se pavimentó la pista principal llevándola a 2000 metros con 40 m de ancho, estableciendo así el Aeropuerto Nacional General José Francisco Bermúdez contando con un pequeño terminal que para la época satisfacía las necesidades de los usuarios.
Estadio José Francisco Bermúdez
El Estadio José Francisco Bermúdez o bien Estadio de Béisbol José Francisco Bermúdez y También llamado alternativamente "Estadio Olímpico de Carúpano" es el nombre que recibe una instalación deportiva localizada entre la Avenida Universitaria, calle Miramonte y la Calle principal 1 de Mayo de la ciudad de Carúpano, en el Municipio Bermúdez del Estado Sucre al noreste del país sudamericano de Venezuela.
Su historia se remonta a 1955 cuando inició su construcción bajo el gobierno de General Marcos Pérez Jiménez, siendo inaugurado oficialmente el 29 de enero de 1956 con un encuentro entre Leones del Caracas y Navegantes del Magallanes. Debe su nombre al militar y político venezolano héroe de la época de la guerra de Independencia General José Francisco Bermúdez. Esta vinculado a una estructura anexa llamada "Gimnasio “Chelo Cabrera”.